# Haplochromis nigripinnis
Haplochromis nigripinnis är en fiskart som beskrevs av Regan 1921. Haplochromis nigripinnis ingår i släktet Haplochromis och familjen Cichlidae. IUCN kategoriserar arten globalt som livskraftig. Inga underarter finns listade i Catalogue of Life.